# Philipp von Nassau

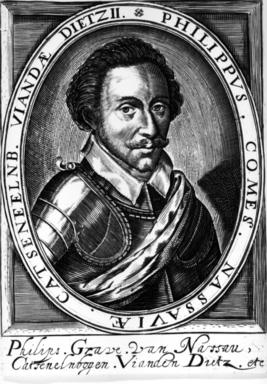
Philipp von Nassau

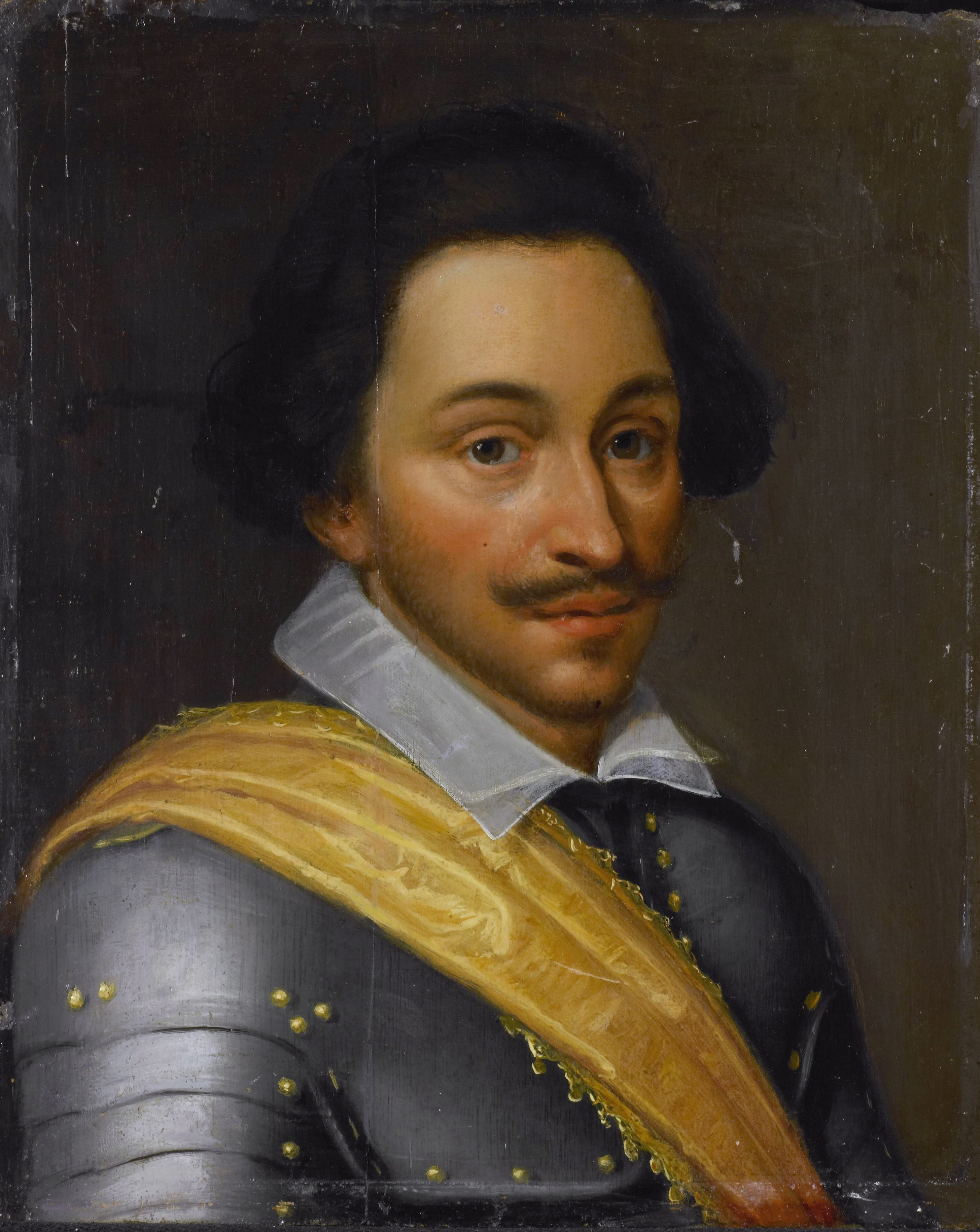
Philipp von Nassau

Philipp Graf von Nassau (* 1. Dezember 1566 in Dillenburg; † 3. September 1595 in Rheinberg) war ein niederländischer Militär.

## Leben
Philipp war der Sohn des Grafen Johann VI. von Nassau-Dillenburg, des Bruders Wilhelms von Oranien. Wie fast seine sämtlichen Brüder kam er schon in jungen Jahren in die Niederlande, wo er sich bald durch seine Kühnheit auszeichnete und schon 1585 die Stelle eines Gouverneurs in Gorinchem und eines Obersten über ein Regiment zu Fuß von den Staaten von Holland erhielt.
In den Leicester'schen Wirren stellte er sich gleich auf die Seite der Staaten und erhielt 1587 schon ein ansehnliches Kommando an der holländischen Grenzlinie. Im vorigen Jahre hatte er sich im kleinen Krieg im Kölnischen sehr hervorgetan, wie er auch in den nächsten Jahren zu den glänzendsten Führern der kleinen staatischen Armee gehörte.
1593 machte er seinen Namen gefürchtet durch einen kühnen Zug nach Luxemburg, im nächsten Jahre führte er eine auserlesene niederländische Schar von 3000 Mann nach Frankreich. Das Jahr darauf wurde er bei einem unglücklichen Reiterkampf an der Lippe in Westfalen tödlich verwundet und starb, von den Spaniern gut gepflegt, schon am Tag nachher am 3. September 1595.

## Weblink
- Nassau-Dillenburg, Philipp Graf von. Hessische Biografie. (Stand: 28. November 2023). In: Landesgeschichtliches Informationssystem Hessen (LAGIS).

| Personendaten    | Personendaten                                 |
| ---------------- | --------------------------------------------- |
| NAME             | Nassau, Philipp von                           |
| ALTERNATIVNAMEN  | Nassau, Philipp Graf von (vollständiger Name) |
| KURZBESCHREIBUNG | niederländischer Militär                      |
| GEBURTSDATUM     | 1. Dezember 1566                              |
| GEBURTSORT       | Dillenburg                                    |
| STERBEDATUM      | 3. September 1595                             |
| STERBEORT        | Rheinberg                                     |